# Mittelklasse

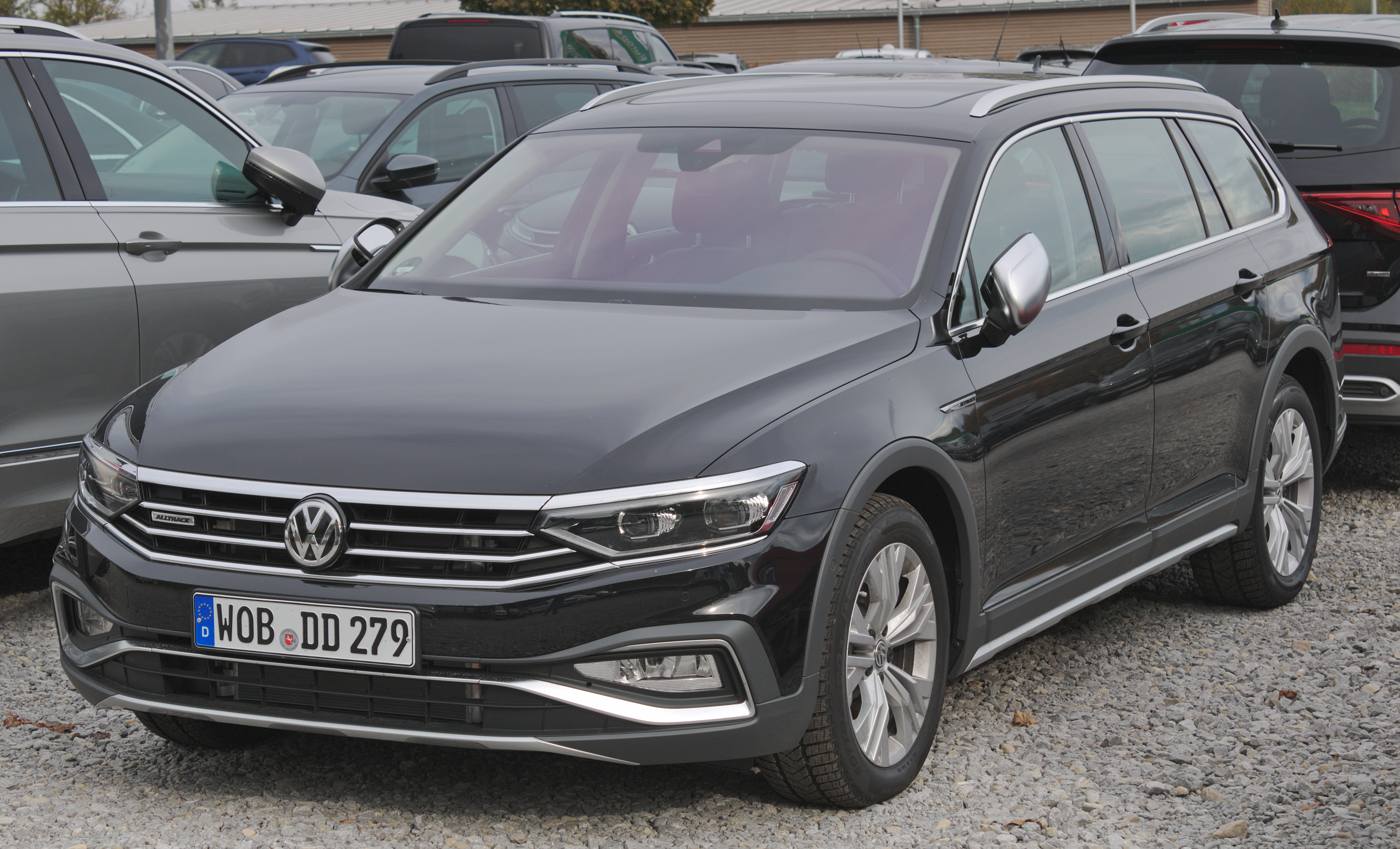
Mittelklassefahrzeug mit den meisten Zulassungen 2020: VW Passat

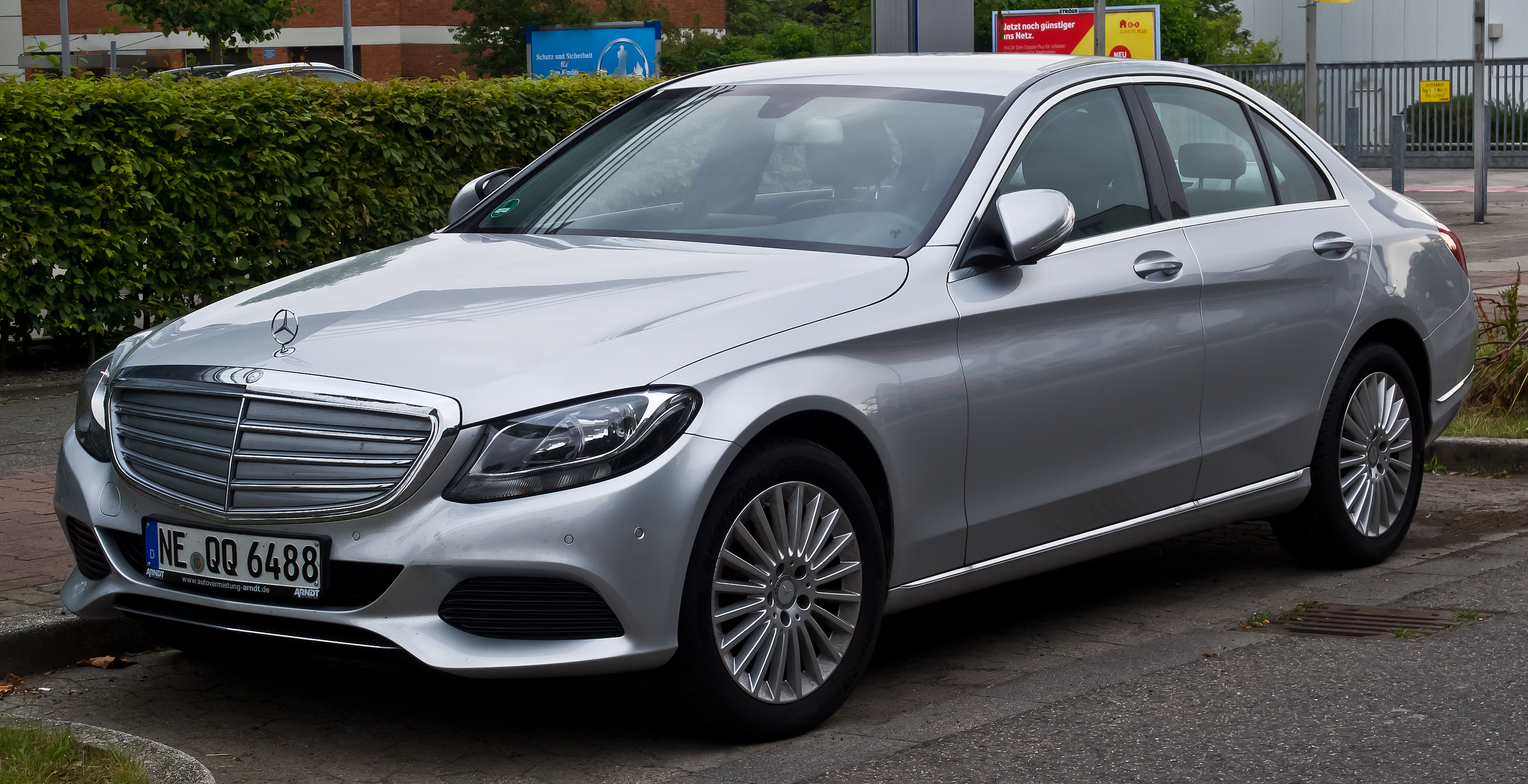
Mittelklassefahrzeug mit den meisten Zulassungen 2019: Mercedes C-Klasse

Mittelklasse bezeichnet die Pkw-Fahrzeugklasse oberhalb der Kompaktklasse und unterhalb der oberen Mittelklasse. In den Fahrzeugsegmenten der Europäischen Kommission nennt sich dieses Segment obere Mittelklasse bzw. D-Segment. Der Neuwagenverkauf erfolgt vor allem an Unternehmen und weniger an Privatpersonen. Letztere hatten bei den Neuverkäufen zum Beispiel beim VW Passat, der als typisches Mittelklassenfahrzeug gilt, im Jahr 2008 einen Anteil von 13,2 %. Eine Ausnahme stellt die Mercedes-Benz C-Klasse dar, die stets auf einen sowohl für diese Fahrzeugklasse als auch im Allgemeinen hohen Privatanteil von 35 bis 50 Prozent an den Gesamtzulassungen kommt. Die Neupreise für Wagen der Mittelklasse weisen ein breites Spektrum auf.

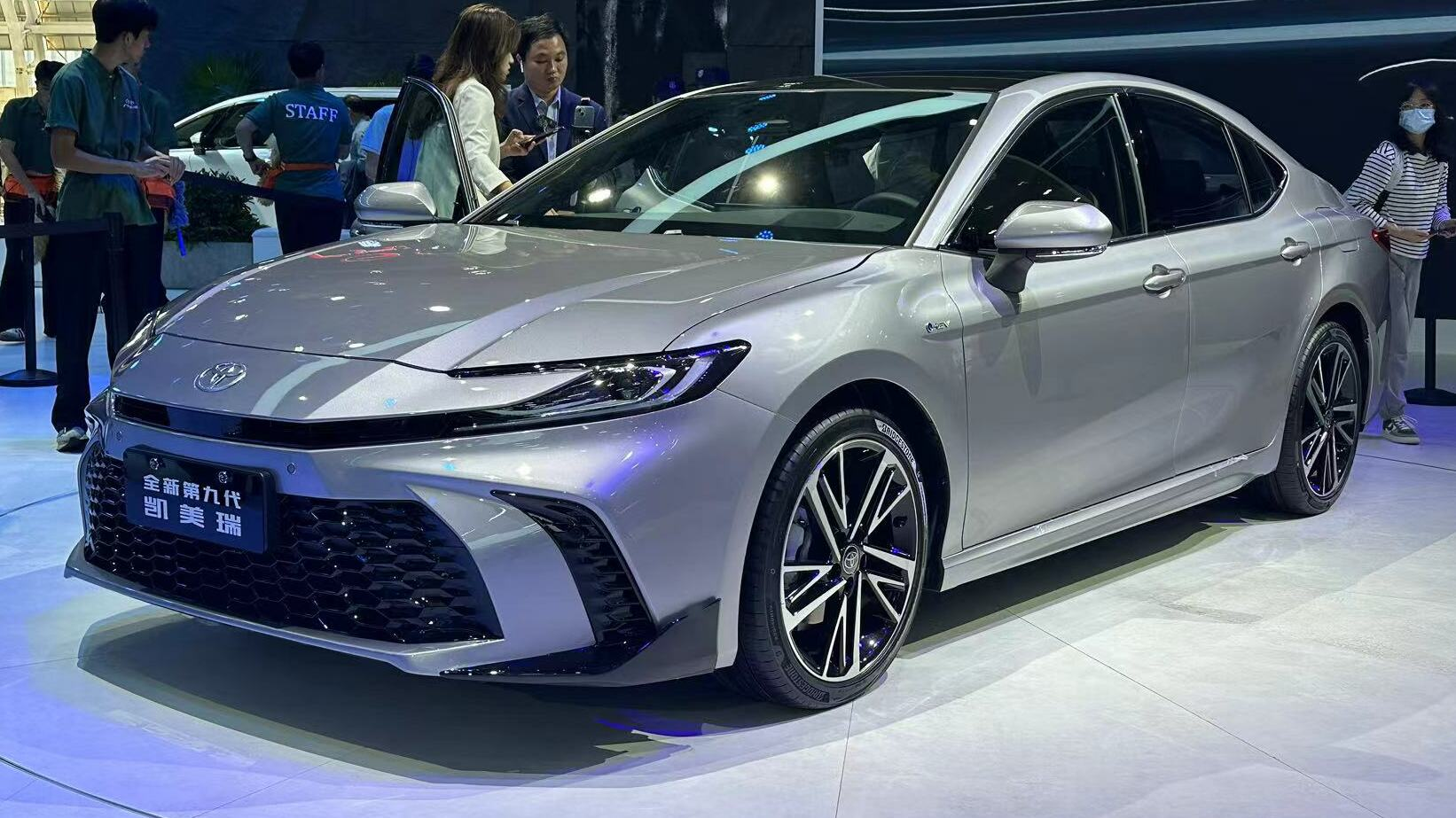
Das meistverkaufte Mittelklassefahrzeug der Welt: Toyota Camry

## Geschichte
Die Mittelklasse war historisch die dritte Fahrzeugklasse, die sich bildete. Nach den Luxusfahrzeugen der Oberklasse und den zur Massenmobilisierung dienenden Kleinwagen entstand hier dazwischen eine mittlere Klasse.
Von dieser Klasse spaltete sich zunächst die untere Mittelklasse oder Kompaktklasse mit kleineren Modellen ab. Die zum Teil etwas größeren V6-Modelle wurden erst in den 1980er-Jahren als eigene Klasse – die sogenannte obere Mittelklasse – abgegrenzt.
Fahrzeuge der Mittelklasse werden in der Regel als viertürige Limousine mit Stufenheck oder Schrägheck und als Kombi angeboten. Als Basismotorisierung dient derzeit (Stand 2012) zumeist ein Vierzylindermotor mit etwa 75 bis 90 kW (102–122 PS).
Durch steigende Benzinpreise und die ohnehin immer größer werdenden Autos ist in Westeuropa der Markt für sehr große Autos deutlich geschrumpft. Dies führt dazu, dass bei zahlreichen Herstellern die Modellpalette mit der Mittelklasse endet. In Einzelfällen wird ein gemeinsamer Nachfolger von Modellen der Mittel- und oberen Mittelklasse entwickelt, der dann in die Mittelklasse eingestuft wird. Ein besonders deutliches Beispiel hierfür ist der Peugeot 508 I, der das Mittelklasse-Modell Peugeot 407 und den größeren Peugeot 607 ersetzt.
Der nordamerikanische Begriff Mid-Size Car oder Intermediate Car ist gesetzlich definiert und bezeichnet die dortige Mittelklasse, die erst seit etwa 1980 der europäischen entspricht. Vorher waren die dortigen Mittelklasse-Modelle deutlich größer. Eine Obere Mittelklasse gibt es im rechtlichen Sinne nicht, allerdings bieten einige Premium-Hersteller zwei Mittelklasse-Modelle an, von denen die größeren mit Modellen der oberen Mittelklasse aus Europa konkurrieren.

## Modelle
- Siehe Kategorie:Fahrzeug der Mittelklasse

## Neuzulassungen in Deutschland
Für Zahlen zu den jährlichen Neuzulassungen von Personenkraftwagen des Segments Mittelklasse in Deutschland nach Statistik des Kraftfahrt-Bundesamtes, siehe Liste der Neuzulassungen von Personenkraftwagen in Deutschland nach Segmenten und Modellreihen#Mittelklasse.